# 沙夫山 (維內迪傑山脈)
47°10′05″N 12°24′13″E / 47.167998°N 12.403673°E

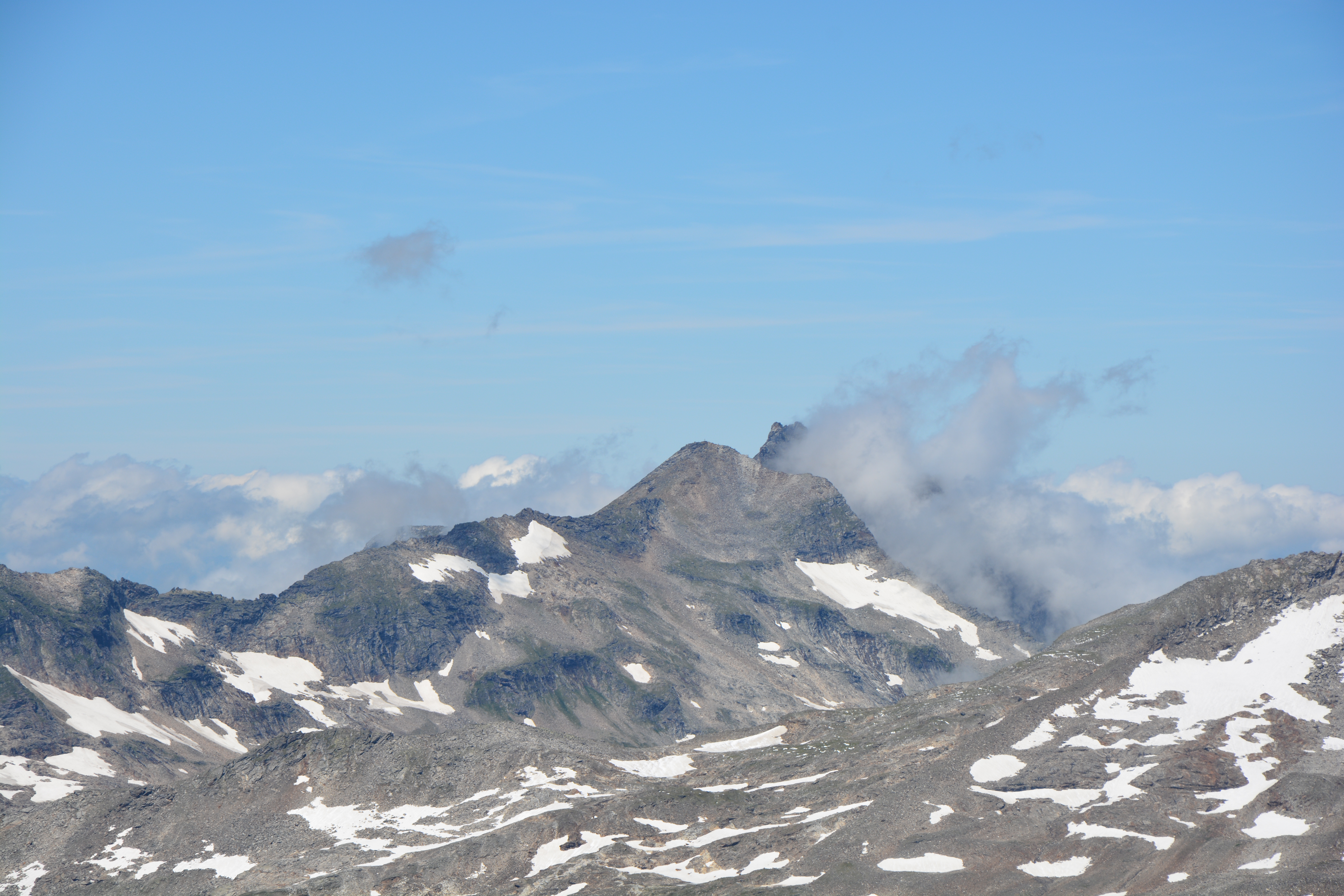

沙夫山（德語：Schafkopf），是奧地利的山峰，位於該國中部，由薩爾茨堡州負責管轄，屬於維內迪傑山脈的一部分，處於濱湖采爾縣西南面，海拔高度2,922米。